# 中国中央電視台
中国中央電視台（ちゅうごくちゅうおうでんしだい、中国中央テレビジョン、簡体字中国語: 中国中央电视台、拼音: Zhōngguó zhōngyāng diànshìtái、CCTV）は、中国の国営放送テレビ局。「央視 （ヤンシィー）」の略称でも呼ばれる。

## 概要

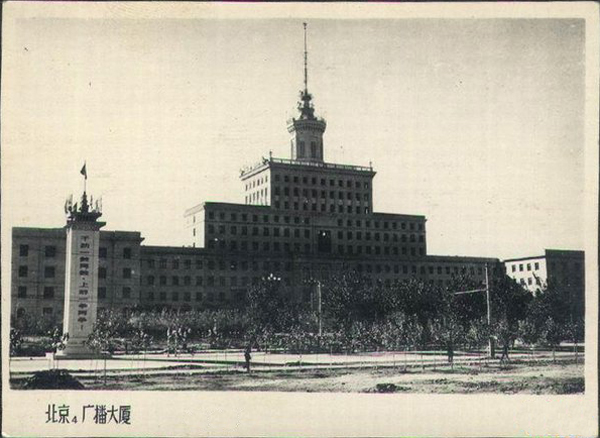
中国中央電視台の最初の本部ビル「北京広播大廈」（1959年）。現在の国家広播電視総局

中華人民共和国国務院・国家新聞出版広電総局直属の放送局であり、当初は中国政府の負担で放送されていたが、1990年代に国庫からの補助金が減少したため、広告を放送するようになった。今は広告収入のみで運営されており、受信料収入や国庫からの援助はない。
1954年に中国共産党中央委員会主席毛沢東が中国独自のテレビ局の設立を提案し、1958年5月14日に放送を開始。
2016年12月31日には外国語放送がCGTNとして独立した。
中国では視聴者を求めて続々と地方のテレビ局が創設され大きく成長しているため、中央テレビも地方テレビ局との競争に晒されている。
電波は放送衛星（一部通信衛星）を経由して送信されている。

## 所在地

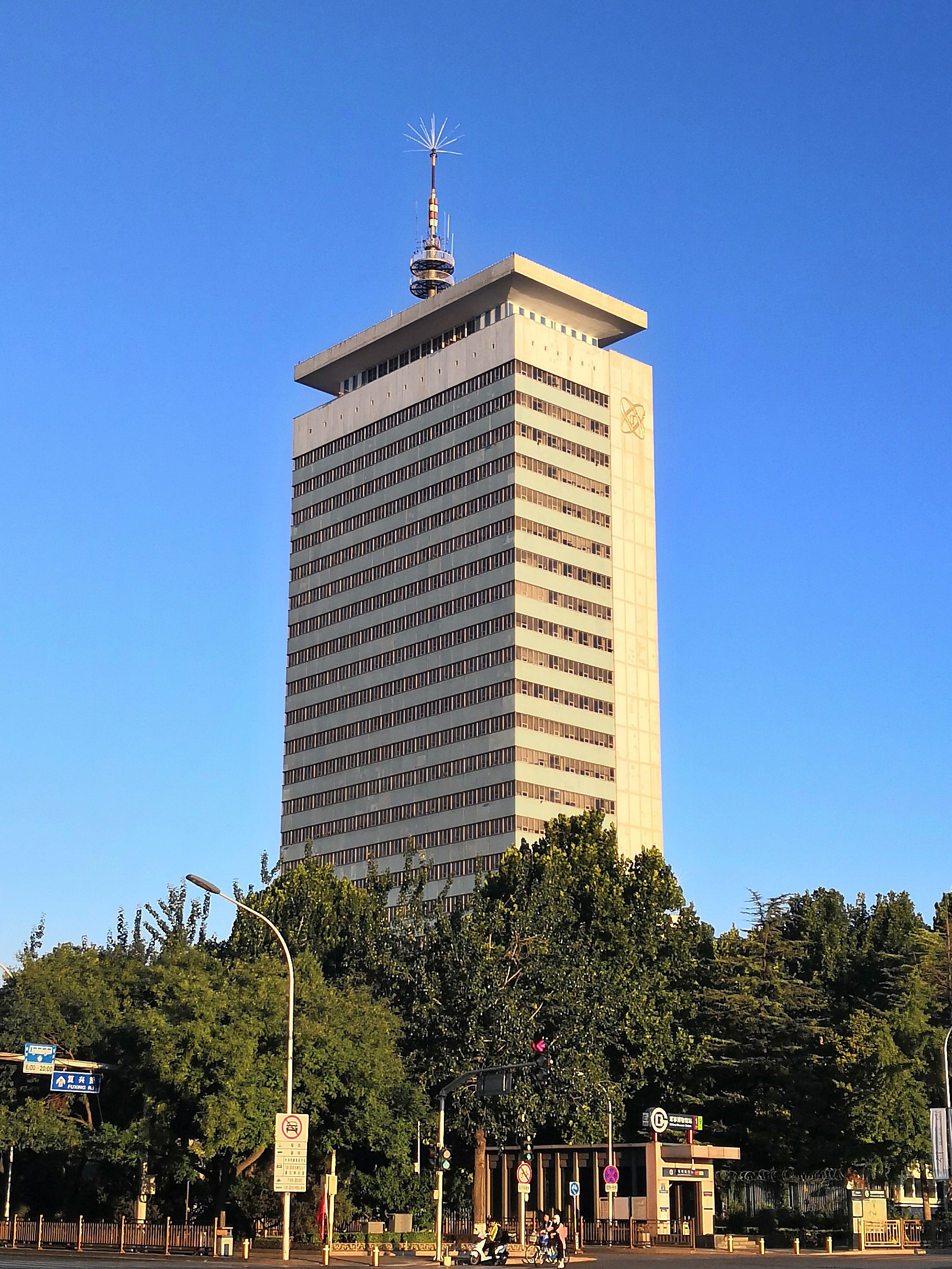
中国中央電視台の二代目の本部ビル (彩電中心)。1987年に初代ビルから移転

- 本社 - 北京市朝陽区東三環中路32号　海淀区復興路11号の旧本社は放送センターとなり、一部の番組の収録に使われている。

## 放送形態
中国標準時19時から、CCTV-1とCCTV-新聞で『新聞聯播』というニュース番組を放映しており、CCTVの各局やほとんどの地方局が、CCTV-1が流すこのニュース番組を同時放映している。
CMは頻繁に有るわけではなく、番組の間の15分-30分にまとめて放映される。15秒ほどのCMの他、テレビショッピングのミニ番組形式や、その日放映予定のほかのドラマやバラエティ番組の予告など、さまざまな種類のCMが流れている。
ドラマは日本・韓国・台湾など中国国外のドラマも字幕つきの吹き替え版を放映している。通常3話連続で放映され、週一回ではなく、基本的に土日を含めた毎日放映される。
朝6時には中華人民共和国の国歌である『義勇軍進行曲』が2分ほど流される。
その他、中国共産党に敵対する人物・団体を攻撃する報道（後述）も見受けられる。

## 西側諸国での扱い
アメリカ合衆国国務省は2020年6月、人民日報は独立した報道機関ではなく、中国共産党の支配下にあるプロパガンダ機関として諜報活動と世論戦、情報戦を仕掛ける宣伝機関であるために、『人民日報』『中国新聞社』『環球時報』とともに「外国使節団」と認定する。

### 人権侵害
CCTVと中国の警察は、中国の反体制派、罪を犯したとされる人物への捜査の一環で強制自白をさせ、その様子を放送している。アメリカの国営放送であるラジオ・フリー・アジアは、強制自白には肉体的・精神的な拷問を伴うと報じている。
イギリスのOfcomは強制自白の放送を問題視し、同国におけるCCTVの放送免許を取り消した。
アムネスティ・インターナショナルをはじめとする人権団体は、強制自白を放送される人物が公正な裁判手続きを受けられないことを懸念している。
2021年3月、オーストラリアのSBSは、強制自白の放送に関する人権侵害の苦情を受けて、CCTVからの放送を1週間停止した。
英語版ウィキペディアは、CCTVによる中国のプロパガンダと強制自白の放送を懸念し、2020年に非推奨の情報源に指定した。

## 沿革
- 1958年5月1日 - 試験放送開始
- 1958年9月2日 - 「北京電視台」の名称で本放送開始（現在は別の放送局として存在）
- 1973年 - カラーテレビ（現CCTV-2）、試験放送の開始
- 1978年5月1日 - 「中国中央電視台」に名称を変更
- 1983年10月31日 - CCTV-2で本放送開始
- 1986年1月1日 - CCTV-3で本放送開始
- 1992年10月1日 - CCTV-4で本放送開始
- 1994年12月1日 - CCTV-5で本放送開始
- 1995年11月30日 - CCTV-6、CCTV-7、CCTV-8で本放送開始
- 1999年5月3日 - CCTV-8で放送コンテンツの変更
- 2000年9月25日 - CCTV-9で本放送開始
- 2001年7月9日 - CCTV-10、CCTV-11で本放送開始，CCTV-7で放送コンテンツの変更
- 2002年5月12日 - CCTV-12で本放送開始
- 2003年5月1日 - CCTV-新聞（ニュース専門）で試験放送開始
- 2003年7月1日 - CCTV-新聞で本放送開始
- 2003年12月28日 - CCTV-少児（子供向け専門）で本放送開始
- 2004年3月29日 - CCTV-音楽で本放送開始
- 2004年10月1日 - CCTV-E&Fで本放送開始
- 2004年12月28日 - CCTV-12で放送コンテンツの変更

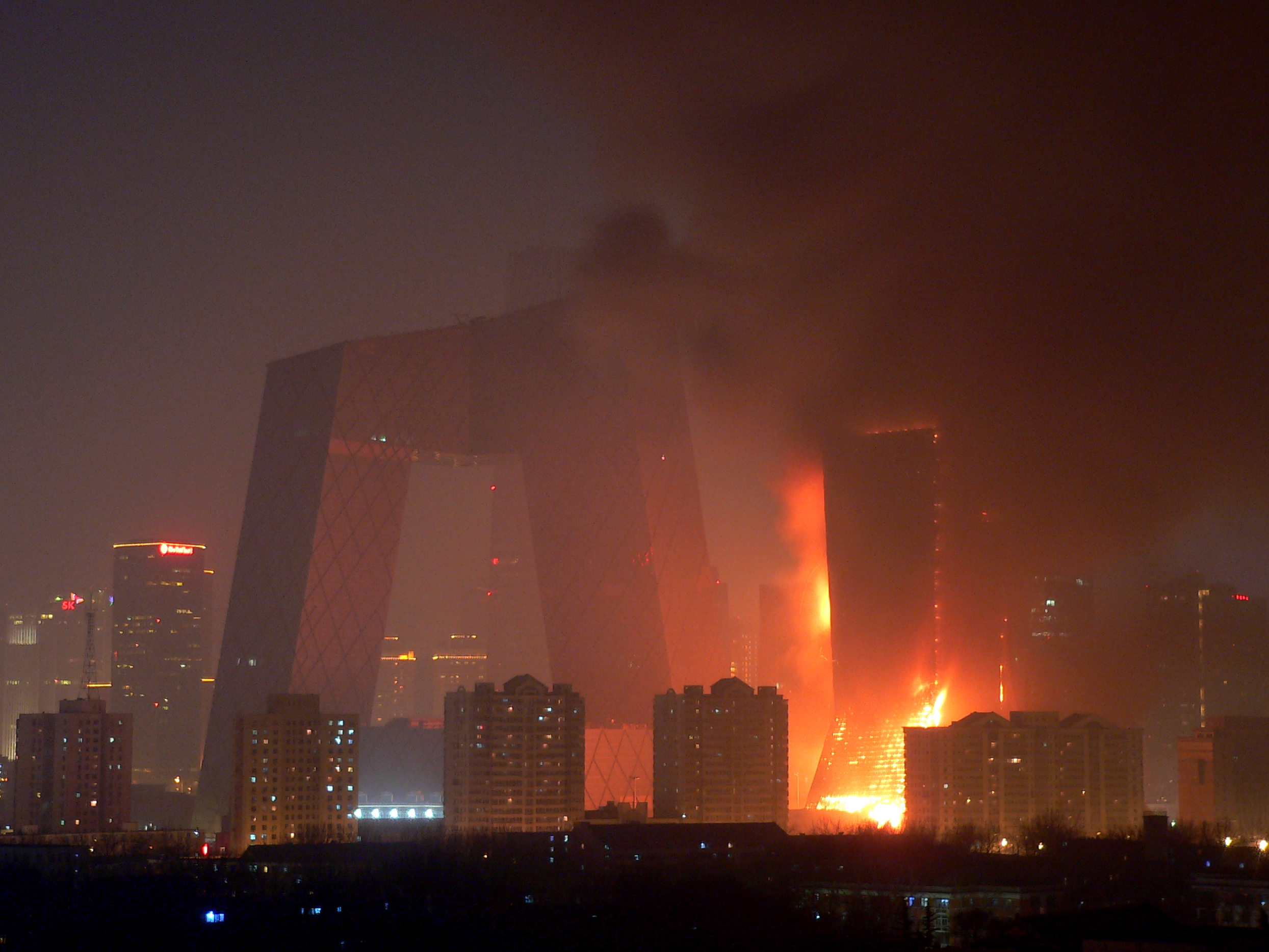
火に包まれる北配楼。画像左の黒影は新本部ビル

- 2007年4月1日 - CCTV-4をアジア向け、ヨーロッパ向け、アメリカ向けに分割
- 2007年10月 - CCTV-E&FをCCTV-EとCCTV-Fに分割、独立
- 2008年5月1日 - CCTV-HD（高清）で本放送開始
- 2009年2月9日 - 中央電視台電視文化センター火災にて50億元（約670億円）をかけて建設された新社屋に付属する「北配楼」を花火が原因による火災で焼失
- 2009年7月25日 - CCTV-アラビア語 (العربية) で本放送開始
- 2009年9月10日 - CCTV-ロシア語 (Русский) で本放送開始
- 2009年9月28日 - CCTV-1ハイビジョン放送開始
- 2010年4月26日 - CCTV-9はCCTV-NEWSに改名，放送コンテンツを変更する
- 2010年7月27日 - CCTV-7で放送コンテンツの変更
- 2011年1月1日 - 新CCTV-9で本放送開始，同日の，CCTV-新聞はCCTV-13に改名、CCTV-少児はCCTV-14に改名、CCTV-音楽はCCTV-15に改名、CCTV-E（スペイン語国際放送）はCCTV-Españolに改名、CCTV-F（フランス語国際放送）はCCTV-Françaisに改名
- 2012年1月1日 - 中国の3Dテレビチャンネルで本放送開始（2018年7月30日、放送終了）
- 2012年9月28日 - CCTV-3、CCTV-5、CCTV-8、ハイビジョン放送開始
- 2013年1月1日 - CCTV-6ハイビジョン放送開始
- 2013年8月18日 - CCTV-HDはCCTV-5+に改名し放送コンテンツを変更
- 2014年1月1日 - CCTV-2、CCTV-7、CCTV-9（国内向け）、CCTV-10、CCTV-12、CCTV-14ハイビジョン放送開始
- 2014年1月7日 - CCTV-9（国外向け）でハイビジョン試験放送開始
- 2015年4月15日 - CCTV-4でアジア向ハイビジョン放送開始
- 2016年2月5日 - CCTV-4でヨーロッパ向、CCTV-NEWSでハイビジョン放送開始
- 2016年12月31日 - 外国語放送（CCTV-9（国外向け）、CCTV-NEWS、CCTV-スペイン語、CCTV-フランス語、CCTV-アラビア語、CCTV-ロシア語）はCGTN（中国グローバルテレビジョンネットワーク）に改名
- 2017年2月20日 - CCTV-4アメリカ向ハイビジョン放送開始
- 2018年9月1日 - CCTV-11、CCTV-15でハイビジョン放送開始
- 2018年10月1日 - CCTV-4K（UHD超高清）本放送開始
- 2019年8月1日 - CCTV-7で放送コンテンツの変更，CCTV-17試験放送開始
- 2019年9月23日 - CCTV-17本放送開始
- 2021年2月1日 - CCTV-8K試験放送開始
- 2021年10月25日 - CCTV-16本放送開始

## 放送系統

### 主要放送
- CCTV-1総合 総合チャンネル（アナログ放送 ハイビジョン放送 24時間放送）
  - 中国本土向け（CCTV-1，中国語放送、中国語字幕）
  - 香港・マカオ向け（CCTV-1 香港，中国語（北京語）·広東語放送、中国語字幕）
- CCTV-2財経（中国語版） 経済チャンネル（24時間放送）
- CCTV-3総芸（中国語版） バラエティーチャンネル（ポピュラー音楽、アナログ放送 ハイビジョン放送 24時間放送）
- CCTV-4中文国際 中国語国際放送（24時間放送）
  - アジア向け（CCTV International Asia）
  - ヨーロッパ向け（CCTV International Europe）
  - アメリカ向け（CCTV International America）
- CCTV-5体育  スポーツチャンネル （ハイビジョン放送 24時間放送）
- CCTV-5+体育賽事 スポーツ賽事プラスチャンネル （ハイビジョン放送 24時間放送）
- CCTV-6電影（中国語版） 映画チャンネル（アナログ放送 ハイビジョン放送 24時間放送）
- CCTV-7国防軍事（中国語版） 国防・軍事チャンネル
- CCTV-8電視劇（中国語版） ドラマチャンネル（アナログ放送 ハイビジョン放送 24時間放送）
- CCTV-9紀錄 ドキュメンタリーチャンネル（2011年1月1日に放送を開始，24時間放送）
- CCTV-10科教（中国語版） 科学・教育チャンネル
- CCTV-11戯曲（中国語版） 伝統芸能チャンネル
- CCTV-12社会与法（中国語版） 社会・法律チャンネル
- CCTV-13新聞 中国語ニュース専門チャンネル（24時間放送）
- CCTV-14少児（中国語版） 子供チャンネル
- CCTV-15音楽（中国語版） 音楽（ポピュラー音楽は含まない）チャンネル
- CCTV-16奥林匹克（中国語版） オリンピックチャンネル
- CCTV-17農業農村（中国語版） 農業・農村チャンネル
- CCTV-4K超高清（中国語版） 高精細度テレビジョン放送（4K放送）
- CCTV-8K超高清（中国語版） 高精細度テレビジョン放送（8K放送）
- CCTV-中視購物 テレビショッピングチャンネル

### CGTN放送
- CGTN 英語ニュースチャンネル 英語国際放送（24時間放送）
- CGTNスペイン語 スペイン語国際放送（24時間放送）
- CGTNフランス語 フランス語国際放送（24時間放送）
- CGTNアラビア語 アラビア語国際放送（24時間放送）
- CGTNロシア語 ロシア語国際放送（24時間放送）
- CGTNドキュメンタリー ドキュメンタリー国際放送（24時間放送）

### チャンネルロゴ表示
番組放送中やCM中も表示されている。

### デジタル放送
有料デジタル放送は「中央デジタルメディア有限公司（中央数字電視伝媒有限公司、China DTV Media）」が管理し、「中央テレビクラウドメディア有限公司（央視風雲伝播有限公司、China DTV Production）」が配信（放送）している（両社とも中央電視台が出資）。
- CCTV Sportsサッカーチャンネル（風雲足球）
- 現代音楽チャンネル（風雲音楽）
- ベストドラマチャンネル（第一劇場）
- 現代ドラマチャンネル（風雲劇場）
- 懐かしのドラマチャンネル（懐旧劇場）
- 兵器科技チャンネル（兵器科技）
- 女性ファッションチャンネル（女性時尚）
- CCTV-娯楽チャンネル（CCTV-娯楽）
- CCTV-伝統劇チャンネル（CCTV-戯曲）
- CCTV-映画チャンネル（CCTV-電影）
- ゴルフ·テニスチャンネル（高尓夫·網球）
- 中央テレビ傑作選（央視文化精品）
- テレビショッピングチャンネル（電視購物）
- 衛生と健康ヘルスケアチャンネル（衛生健康）
- 世界地理チャンネル（世界地理）
- テレビ番組表・ガイド（電視指南）

など2008年2月現在40チャンネル（今後も増える可能性がある）
このほか、全ての省、直轄市、自治区（香港、マカオ、及び台湾を除く）を対象にした36の地方向けチャンネルや、携帯電話向けの放送も行っている。インターネットでも番組放送をしている。

## 中国大陸以外の取材拠点
- 香港
- マカオ
- 台北
- バンコク
- 東京
- ニューデリー
- ブリュッセル
- ロンドン
- パリ
- モスクワ
- シドニー
- ワシントンD.C.
- ニューヨーク
- ベルリン
- カイロ
- トロント
- ヨハネスブルグ
- リオデジャネイロ

## 中国大陸以外での視聴方法

### 日本
スカパー!プレミアムサービス568チャンネル、およびひかりTV基本チャンネル182チャンネル、J:COMのスタンダードプラス301チャンネルにて、「中国テレビ★大富チャンネル」の名称で、CCTV-4の番組が視聴可能である(一部番組は日本語翻訳付きの2ヶ国語放送)。なお運営は株式会社大富。
インターネット放送でCCTV-1,2,3,4,5,6,7,8,9,10,11,12,13,14,15,E,F,高清（HD）,NEWS,العربية，русский がリアルタイムで視聴可能である（CGTN、CGTN-ドキュメンタリーは英語、CGTN-スペイン語はスペイン語、CGTN-フランス語はフランス語、CGTN-アラビア語はアラビア語、CGTN-ロシア語はロシア語， その他はすべて中国語）。
なお、インターネット放送はインターネット回線を使用しているため、30秒-1分程度のラグがある。回線の状況によっては映像が乱れたり表示されないことがある。
公式サイトでも、一部番組がストリーミング放送によって視聴可能である。
2016年8月26日、ドワンゴと提携し、日本語では初のインターネット放送チャンネルをニコニコ動画に開設している。